# International Bitterness Unit
Pour les articles homonymes, voir IBU.
L’international bitterness unit (« unité internationale d'amertume », symbole IBU) est une unité utilisée par les brasseurs pour mesurer l'amertume de la bière.
C'est une unité de poids d'une part par million (ppm) d'isohumulone (acide alpha), l'agent d'amertume qui provient du houblon. L'IBU se calcule selon la formule suivante :
{\displaystyle IBU=3,{\overline {3}}\cdot H\cdot \left(A+{\frac {B}{9}}\right)}
où :
- H est la concentration de houblon en gramme par litre ;
- A est la concentration d'acides α dans le houblon, en pourcentage ;
- B est la concentration d'acides β dans le houblon, en pourcentage.

Plus l'IBU est élevé, plus l'amertume est importante. La plupart des bières très commerciales ont un IBU tournant autour de 16. Mais dès que les bières deviennent un peu plus complexes, l'IBU monte rapidement.  Des bières ayant un taux d'IBU considéré comme important tournent autour de 60-70, mais il est possible de monter bien plus haut. À partir de 150 IBU, l'échelle montre ses limites.